# Liste der Baudenkmäler in Nußdorf (Chiemgau)
Auf dieser Seite sind die Baudenkmäler in der oberbayerischen Gemeinde Nußdorf zusammengestellt. Diese Tabelle ist eine Teilliste der Liste der Baudenkmäler in Bayern. Grundlage ist die Bayerische Denkmalliste, die auf Basis des Bayerischen Denkmalschutzgesetzes vom 1. Oktober 1973 erstmals erstellt wurde und seither durch das Bayerische Landesamt für Denkmalpflege geführt wird. Die folgenden Angaben ersetzen nicht die rechtsverbindliche Auskunft der Denkmalschutzbehörde.

## Baudenkmäler nach Ortsteilen

### Nußdorf
| Lage                            | Objekt                                 | Beschreibung | Akten-Nr.     | Bild                 |
| ------------------------------- | -------------------------------------- | --- | ------------- | -------------------- |
| Am Martlberg 14 (Standort)      | Wohnhaus                               | Kleines zweigeschossiges Wohnhaus, verputzt, mit Flachsatteldach, bezeichnet mit dem Jahr 1824. | D-1-89-130-5  | BW                   |
| Dorfplatz 3 (Standort)          | Katholische Pfarrkirche St. Laurentius | Saalbau mit eingezogenem Chor und Westturm, spätgotisch, 1491, Turmobergeschoss 1734; mit Ausstattung; Friedhofsmauer, zum Teil 17./18. Jahrhundert (Westseite), zwei geschmiedete Friedhofs-Gittertore, Anfang 19. Jahrhundert.               | D-1-89-130-2  | weitere Bilder       |
| Dorfplatz 5 (Standort)          | Bauernhaus                             | Bauernhaus mit doppelter Widerkehr, zweieinhalbgeschossiger verputzter Wohnteil mit Hochlaube, Mitte 19. Jahrhundert. | D-1-89-130-3  | Bauernhaus           |
| Feldschneiderweg 5 (Standort)   | Wegkapelle                             | wohl 19. Jahrhundert; an der Straße nach Wang. | D-1-89-130-12 | Wegkapelle           |
| Hauptstraße 7 (Standort)        | Ehemaliges Wirtshaus                   | mit verputztem Blockbau-Obergeschoss und Hochlaube, Firstpfette bezeichnet mit dem Jahr 1786. | D-1-89-130-6  | Ehemaliges Wirtshaus |
| Hauptstraße 9 (Standort)        | Bauernhaus                             | Bauernhaus mit Widerkehr, verputzter dreigeschossiger Wohnteil mit bemalter Dachuntersicht und Eisenbalkon, am Türgewände bezeichnet mit dem Jahr 1900.                                                                                        | D-1-89-130-7  | Bauernhaus           |
| Hauptstraße 11 (Standort)       | Bauernhaus                             | Bauernhaus mit Widerkehr, verputzter dreigeschossiger Wohnteil mit bemalter Dachuntersicht und Hochlaube, am Türgewände bezeichnet mit dem Jahr 1869.                                                                                          | D-1-89-130-8  | Bauernhaus           |
| Nähe Am Kapellenberg (Standort) | Strohmeierkapelle                      | Große Feldkapelle, drittes Viertel 19. Jahrhundert; mit Ausstattung. | D-1-89-130-1  | Strohmeierkapelle    |
| Oberfeld (Standort)             | Bildstock                              | Kapellenbildstock, wohl 19. Jahrhundert; nördlich der Kirche in der Flur. | D-1-89-130-13 | Bildstock            |
| Raiffeisenstraße 7 (Standort)   | Bauernhof                              | Dreiseitanlage, erbaut 1903; Wohnhaus (Nordflügel) dreigeschossig mit Putzgliederung, Firstpfette bezeichnet mit dem Jahr 1785, vom Vorgängerbau übernommen; Quertrakt und Stadel (Südflügel) in gleicher Art und Gliederung wie der Hauptbau. | D-1-89-130-10 | Bauernhof            |

### Aiging
| Lage                              | Objekt                  | Beschreibung                                                                                             | Akten-Nr.     | Bild                    |
| --------------------------------- | ----------------------- | --- | ------------- | ----------------------- |
| Traunsteiner Straße 18 (Standort) | Tafernwirtschaft Aiging | stattlicher Einfirstbau mit Flachsatteldach, am Rotmarmor-Türgewände bezeichnet mit der Jahreszahl 1794. | D-1-89-130-15 | Tafernwirtschaft Aiging |

### Litzlwalchen
| Lage                                  | Objekt         | Beschreibung | Akten-Nr.     | Bild           |
| ------------------------------------- | -------------- | --- | ------------- | -------------- |
| Gartenweg 2 (Standort)                | Bauernhaus     | Wirtschaftsteil des Bauernhauses, mit Mittertenntoren, Stallgewölben und Bundwerk im Obergeschossbereich, bezeichnet mit dem Jahr 1832, hakenförmig anschließender Nordflügel mit Bundwerk, wohl zeitgleich. | D-1-89-130-20 | Bauernhaus     |
| Gartenweg 24; Gartenweg 26 (Standort) | Feldkreuz      | auf Steinsockel gusseiserner Nischenaufsatz mit bekrönendem Kreuz, Ende 19. Jahrhundert; zwischen Denken-Kapelle und Ort.                                                                                    | D-1-89-130-17 | Feldkreuz      |
| Litzlwalchen 2 (Standort)             | Petern-Kapelle | Hofkapelle, neugotischer Bau mit Dachreiter, bezeichnet mit dem Jahr 1906; mit Ausstattung; südöstlich des Ortes, zu Haus Nr. 2 gehörig.                                                                     | D-1-89-130-21 | Petern-Kapelle |
| Pirach (Standort)                     | Denken-Kapelle | Feldkapelle, erbaut 1843; nördlich an der Staatsstraße. | D-1-89-130-16 | Denken-Kapelle |

### Sondermoning
| Lage                           | Objekt                                                     | Beschreibung                                                                                                | Akten-Nr.     | Bild |
| ------------------------------ | ---------------------------------------------------------- | --- | ------------- | ---- |
| Chieminger Straße 7 (Standort) | Katholische Filialkirche St. Nikolaus und Johannes Baptist | Mauern des Hauptschiffes romanisch, Chor und Seitenschiff gotisch, spätes 15. Jahrhundert; mit Ausstattung. | D-1-89-130-18 | BW   |